# Glabbeek
Glabbeek este o comună în provincia Brabantul Flamand, în Flandra, una dintre cele trei regiuni ale Belgiei. Comuna este formată din localitățile Glabbeek, Attenrode, Bunsbeek, Kapellen și Zuurbemde. Suprafața totală este de 26,78 km². Comuna Glabbeek este situată în zona flamandă vorbitoare de limba neerlandeză a Belgiei. La 1 ianuarie 2008 comuna avea o populație totală de 5.246 locuitori.
1. ↑  GeoNames, accesat în 9 iulie 2017